# Кварцит

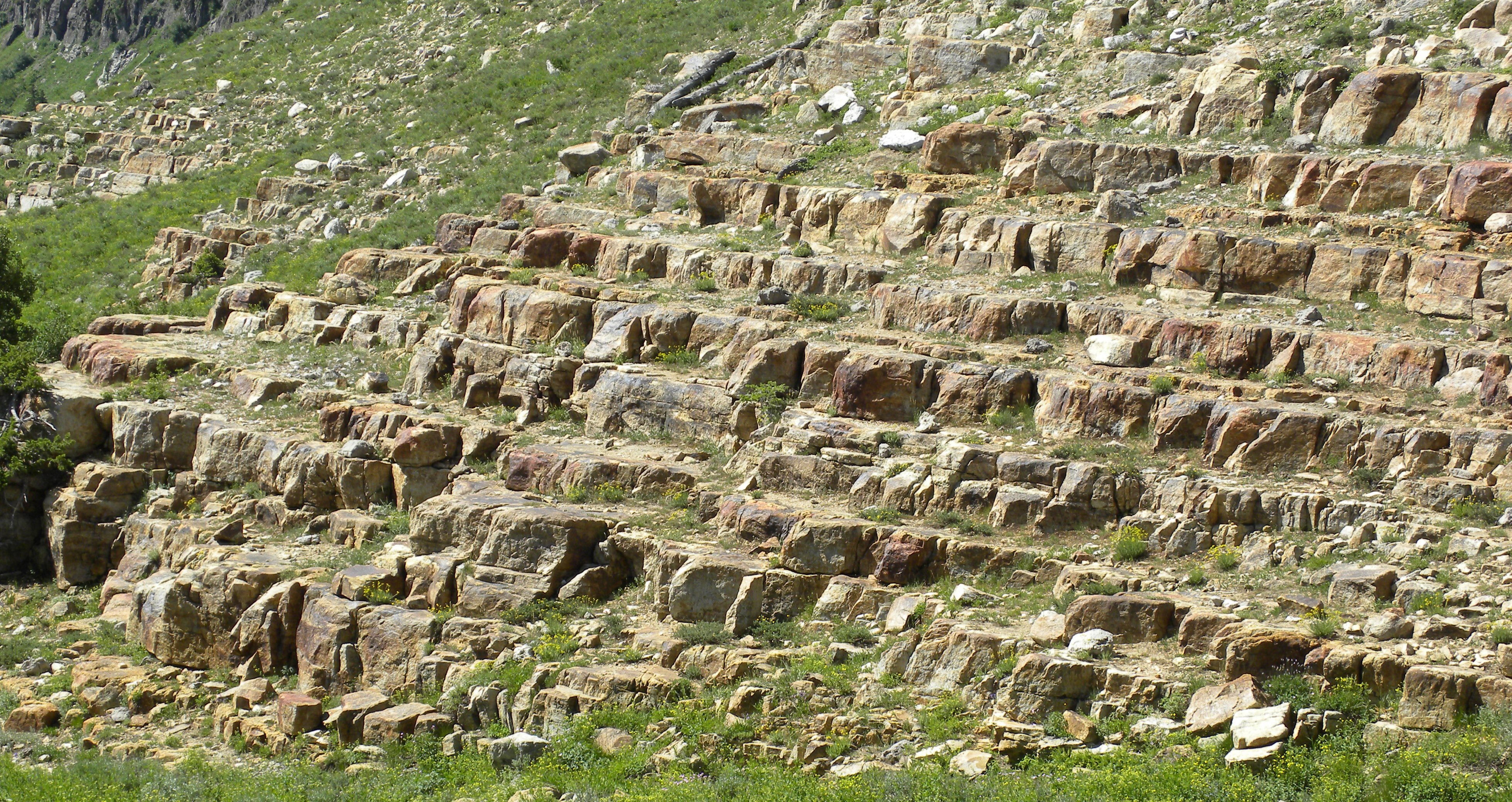
Кварцит

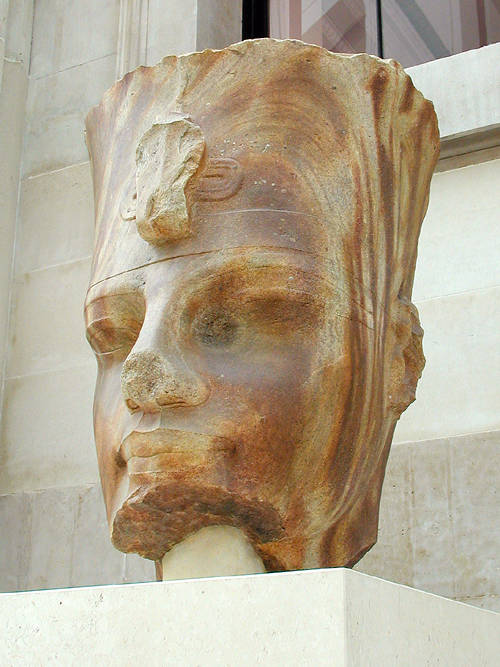
Бюст (голова) Аменхотепа III з кварциту

Кварци́т — метаморфічна гірська порода, що складається переважно з кварцу. Утворилася при метаморфізмi кварцових пісковиків. Характеризується значною твердістю, внаслідок чого складна в обробці. За мінеральним складом виділяють слюдисті, ґранатові, роговообманкові кварцити.
Утворення кварциту пов'язане з перекристалізацією істотно кварцових пісковиків у процесі регіонального метаморфізму. Кварцити залягають серед різноманітних метаморфічних гірських порід у вигляді суцільних пластових тіл великої протяжності. Особливо широко кварцити представлені у відкладах протерозою. Багато кварцитів — цінні корисні копалини. Залізисті (магнетитові) кварцити — найважливіша залізна руда (родовища Кривого Рогу, КМА, оз. Верхнього в США, Лабрадору в Канаді і т. д.). Кварцити, в яких вміст SiO2 досягає 98-99%, використовують для виготовлення динасових вогнетривких виробів, для отримання чистого кремнію і його сплавів, а також як флюс у металургії.
Існують різновиди кварцитів, які отримали назву — вторинні. Це метасоматичні гірські породи, що складається переважно з кварцу з домішкою серициту, алуніту, пірофіліту, каолініту, андалузиту, діаспору, корунду, топазу, рутилу, гематиту і інш. Родовища вторинних кварцитів формуються в результаті відносно низькотемпературного метасоматичного перетворення кислих і середніх ефузивних, рідше інтрузивних кислих порід і їх туфів. З ними пов'язані родовища алуніту, пірофіліту, золота, міді, молібдену, поліметалів і колчеданів. На території України кварцити зустрічаються в Приазов'ї, в межах Українського щита.

## Сфери використання
Кварцит широко використовують у різноманітних галузях:
- У металургії його використовують у:
  - виробництві феросплавів
  - виробництві динасових виробів
  - виробництві різноманітних вогнетривких виробів
  - виробництві різноманітних футеровок
- Будівництво доріг та залізничних шляхів:
  - у формі щебеню для баластного шару доріг та верхніх шарів покриття
  - як бутовий камінь для обсипки фундаментів доріг та під час будівництва та ремонту
- Капітальне будівництво:
- кварцитовий щебінь використовують як заповнювач до бетонних сумішей усіх марок, в тому числі і для особливо відповідальних ділянок
- бутовий камінь використовують як заповнювач у фундаментах, стінах в будівлях з бетону чи залізобетону
- Декоративно-обличкувальний матеріал
  - бутовий камінь — використовують для будівництва декоративних фундаментів, огорож, фонтанів, прикрашання ландшафтів та інше
  - бруківка — для замощування хідників, вулиць, площ
  - плитка та плити — використовують для обличкування стін, підлоги
- Водоочищення
  - кварцитовий щебінь використовують для очищення води в промислових та побутових фільтрах.